# К Чаадаеву

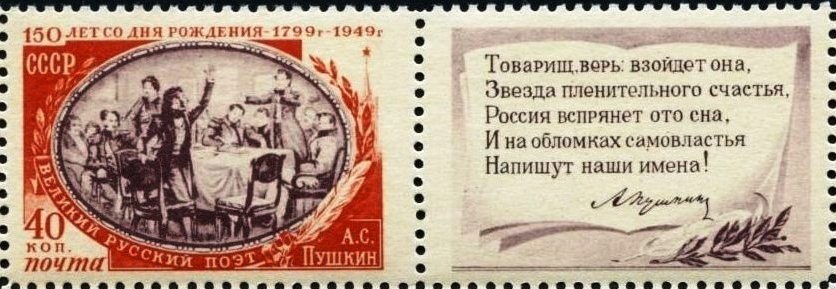
Выступающий Пушкин, почтовый купон, № 1350 A (1949-06-06)

«К Чаада́еву» («К Чеда́еву» или «Любви, надежды, тихой славы…») — антимонархистское стихотворение Александра Сергеевича Пушкина, адресованное его другу Петру Чаадаеву и обычно датируемое 1818 годом. Одно из наиболее популярных политических стихотворений Пушкина, сыгравших значительную агитационную роль в кругу декабристов. В 1829 году было напечатано в искажённом виде в альманахе «Северная звезда».
Включается в российский школьный курс и ЕГЭ по литературе. Слова из стихотворения использованы в названии советского фильма «Звезда пленительного счастья».

## История
В 1818 году Чаадаев был для Пушкина лицейским другом и наставником, свободолюбивые идеи которого он разделял. Сам Пушкин входил в общество «Зелёная лампа», которое крайне критично отзывалось о царизме.
Хотя стихотворение традиционно датируется 1818 годом, в 1955 году на VII Всесоюзной пушкинской конференции было выдвинуто предположение, что оно не могло появиться раньше начала 1820 года. Аргументировалось это тем, что только к этому времени Союз благоденствия встал на революционные позиции, и тем, что именно в начале 1820 года Чаадаев понадобился Союзу благоденствия как крупный теоретик.

## Отзывы

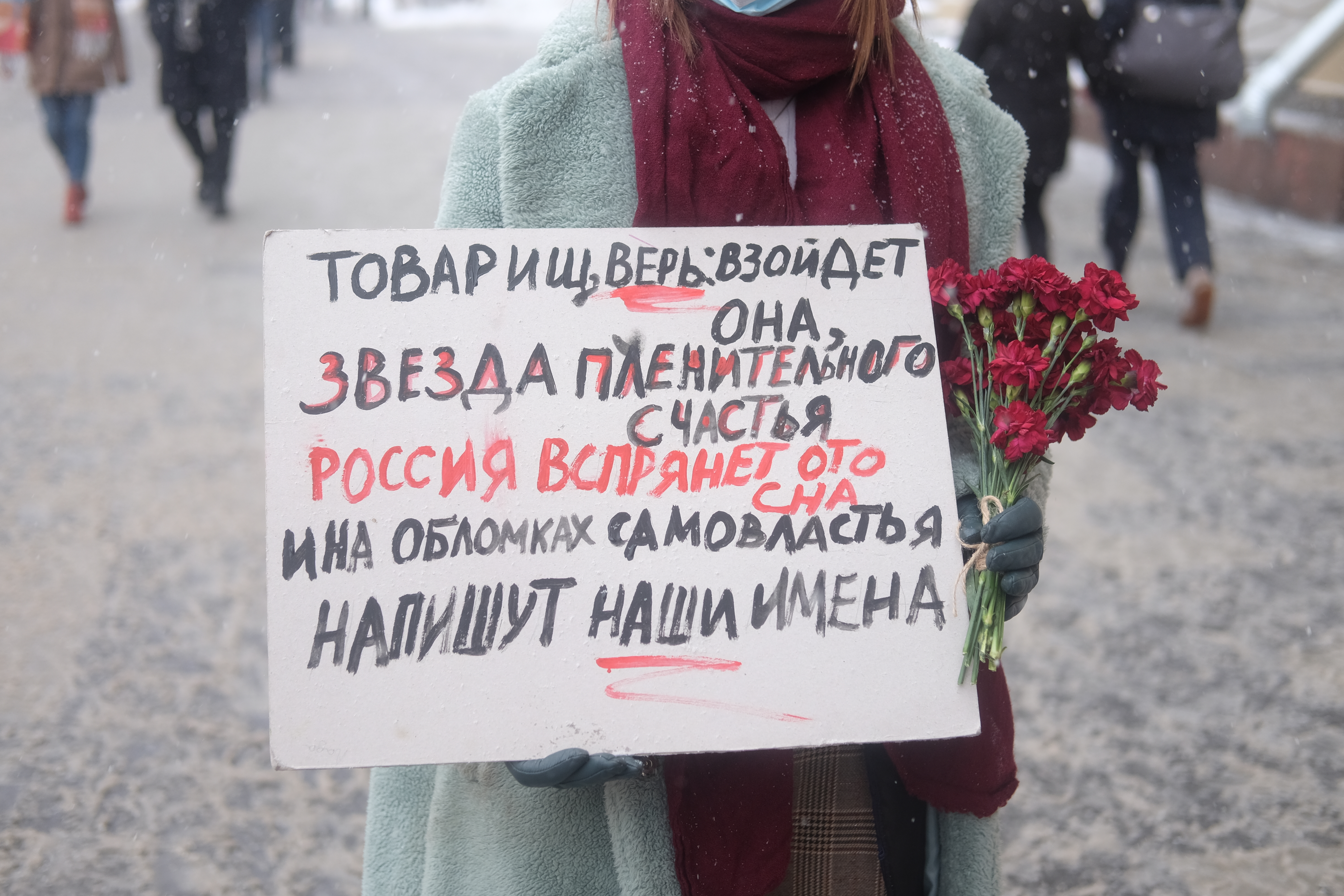
Транспарант со строками из стихотворения во время протестов в Москве 31 января 2021 года

Литературный критик и современник Пушкина Виссарион Белинский положительно отозвался о стихотворении, считая, что «К Чаадаеву» развивает и воспитывает чувство патриотизма.
Авторство Пушкина оспаривалось М. Л. Гофманом, однако его мнение не получило широкой поддержки.
В 2025 году посол США в России Линн Трейси процитировала строки из стихотворения перед своим уходом с должности, которые, по её мнению, «говорят о любви к Родине, живущей в каждом из нас»: «Пока свободою горим, / Пока сердца для чести живы, / Мой друг, отчизне посвятим / Души прекрасные порывы!»